# Mothonica cubana
Mothonica cubana är en fjärilsart som beskrevs av W. Donald Duckworth 1969. Mothonica cubana ingår i släktet Mothonica och familjen plattmalar. Inga underarter finns listade i Catalogue of Life.